# Szirmok, virágok, koszorúk
Szirmok, virágok, koszorúk è un film ungherese del 1985 diretto dal regista László Lugossy.

## Riconoscimenti
- Festival internazionale del cinema di Berlino 1985
  - Orso d'argento, gran premio della giuria